# 巴黎 (烟鬼组合歌曲)
〈巴黎〉（英語："Paris"）是一首由美国美国电子音乐双人组烟鬼组合演唱的歌曲，并包括〈Don't Let Me Down〉作者埃米莉·沃伦未注明的和声。歌曲发布于2017年1月13日，为他们首张专辑《记忆…封存》的主打单曲，并通过Disruptor唱片和哥伦比亚唱片发行。2017年1月17日，〈巴黎〉继〈Closer〉后上榜当代流行电台。
〈巴黎〉进入了美国《公告牌》百强单曲榜的前10名，这首歌也成为了烟鬼组合自2017年2月25日以来在《公告牌》舞曲及混音点播榜的第四首冠军单曲以及自2017年3月11日以来在《公告牌》舞曲及电音歌曲榜的第五首冠军单曲。

## 背景
在接受《公告牌》泰勒·韦瑟比（Taylor Weatherby）的采访时，沃伦谈到了此次合作：
“烟鬼组合碰巧去了纽约并且我正在附近的一间工作室里工作，他们好像说：‘您能加入我们吗？我们正在完善这首歌。它还需要一些东西但我们不知道是什么。你可以唱点背景音乐吗？’因此我加入了他们并且仅仅将安德鲁的一部分进行分层，然后唱那些可以在歌曲中听到的不同声部。他们说：‘好了，这首歌已经完成了。’太棒了，他们只是把我放在那里然后说：‘你想怎么做就怎么做’，结果证明了这样做是对的。”
她还被问到为什么不在歌曲里注名：
“我觉得原因是他们希望这是一首不带其他人伴唱的烟鬼组合自己的歌曲，安德鲁唱了绝大部分并且现在唱得更多。因为这不是一个合适的二重唱歌曲，人声意味着更多的效果而不是一个实际的部分，我正在和他们一起做包括演唱在内的其他事情，所以我认为在接下来的部分，他们不想有太多的伴唱。”

## 评论
《娱乐周刊》的诺兰·费尼（Nolan Feeney）给〈巴黎〉评为B级，她评价到：“这首歌本身对声音做出了类似的改变但不会偏离太远：你会发现这首歌有着《靠近我》中熟悉冰冷的键盘声，《别让我失望》中的吉他循环，以及更多关于怀旧与青春、狂野与自由生活的歌词，但并不是真正的鼓点，而最后的合成器相对比较微妙。从理论上讲，这一切听起来像是在展示一些精简的音乐，烟鬼组合当然有这样做的权利：任何认为自己只是DJ，只会转动旋钮的人都没有注意到。但最终〈巴黎〉感觉就像是一首想承担更大风险的演示歌曲。”《Idolator》的卡尔·威利奥特（Carl Williott）称“这是一首低调的EDM流行音乐，更多依靠吉他而不是合成器，但它仍然是烟鬼组合的代表作”，还说“这首歌关于〈巴黎〉，但视角为在沙滩上的一个超模，因为在2017年什么也没有发生。”《时代》的雷莎·布鲁纳（Raisa Bruner）称之为“对另一段棘手关系不太鼓励的反思”，并接着说“这似乎是烟鬼组合的最爱：慢节奏的曲调——这首曲子特别慢，有热带房屋的暗流，有些怀旧的故事，还有一个情感上模棱两可的核心。”《今日美国》的帕特里克·瑞安（Patrick Ryan）说：“低调的刘海是对灯光之城的怀旧颂歌，描绘了一幅千禧年浪漫史的模糊画面，其特点是香烟的拖拽和酒店房间的凌乱。”《Gloss》的克里斯·索思科特（Chris Southcott）指出这首歌听起来像M83的〈Midnight City〉。

## 榜单表现
〈巴黎〉在美国《公告牌》百强单曲榜首次登榜时排名第7，在第二周时跌至第11位，但在2017年2月25日发行后又回到了前10名。歌曲在美国《公告牌》百强单曲榜上最高排名第6，这也成为了二人的第四首前十单曲。在加拿大百强单曲榜中，它的排名仅次于艾德·希兰的〈妳的樣子〉。

## 音乐视频
2017年1月12日，〈巴黎〉的歌词视频发布，该视频由罗里·克雷默（Rory Kramer）剪辑并导演，展示了一个不知名男子拿着相机与一个年轻女孩一起拍摄穿越热带国家的旅程，女主角由亚历克西斯·荏（Alexis Ren）饰演。
2月16日，〈巴黎〉的官方音乐视频正式发布，视频为烟鬼组合二人在散步，看到他们与美国模特玛莎·亨特（Martha Hunt）三人在房子里漂浮并上升到天空中的全过程，在视频快要结束时，亨特从房子的窗户中跌落，最终掉到与此前房子相同的房子中。

## 媒体使用
〈巴黎〉亦用作雷诺三星SM6在韩国市场的广告背景音乐。

## 现场表演
2017年3月5日，烟鬼组合在加利福尼亚州英格尔伍德市论坛体育馆举行的2017 iHeartRadio Music Awards上演唱了〈巴黎〉。2017年4月8日，在烟鬼组合做客《周六夜现场》期间，歌曲也得以展示。

## 曲目列表
| 数字音乐下载 | 数字音乐下载 | 数字音乐下载 |
| 曲序         | 曲目         | 时长         |
| ------------ | ------------ | ------------ |
| 1.           | Paris        | 3:41         |

| 数字音乐下载 – 混音迷你专辑版 | 数字音乐下载 – 混音迷你专辑版  | 数字音乐下载 – 混音迷你专辑版 |
| 曲序                          | 曲目                           | 时长                          |
| ----------------------------- | ------------------------------ | ----------------------------- |
| 1.                            | Paris（VINAI Remix）           | 3:38                          |
| 2.                            | Paris（LOUDPVCK Remix）        | 3:51                          |
| 3.                            | Paris（Pegboard Nerds Remix）  | 2:54                          |
| 4.                            | Paris（Jewelz & Sparks Remix） | 3:34                          |
| 5.                            | Paris（Party Thieves Remix）   | 2:56                          |
| 6.                            | Paris（FKYA Remix）            | 3:15                          |

## 榜单
| 榜单（2017年）                               | 最高排名 |
| -------------------------------------------- | -------- |
| 阿根廷（拉美監控）                           | 14       |
| 澳大利亚（澳大利亚唱片业协会單曲榜）         | 4        |
| 澳大利亚（澳大利亚唱片业协会舞曲榜）         | 1        |
| 奥地利（Ö3四十强单曲榜）                     | 6        |
| 比利时佛兰德（Ultratop五十强单曲榜）         | 5        |
| 比利时瓦隆（Ultratop五十强单曲榜）           | 13       |
| 加拿大（Canadian Hot 100）                   | 2        |
| 加拿大（《告示牌》Canada CHR）               | 2        |
| 加拿大（《告示牌》Canada Hot AC）            | 14       |
| 哥伦比亚（國家報告）                         | 50       |
| 捷克（電台百強單曲榜）                       | 59       |
| 捷克（百強數位單曲榜）                       | 3        |
| 丹麥（Hitlisten单曲榜）                      | 2        |
| 芬兰（芬蘭官方單曲榜）                       | 5        |
| 法国（法國唱片出版業公會單曲榜）             | 29       |
| 3                                            |          |
| 德国（德國官方榜單舞曲榜）                   | 1        |
| 匈牙利（四十强电台榜）                       | 19       |
| 匈牙利（四十強單曲榜）                       | 24       |
| 愛爾蘭（愛爾蘭唱片音樂協會单曲榜）           | 3        |
| 意大利（意大利音乐产业联盟单曲榜）           | 9        |
| 日本（Japan Hot 100）                        | 34       |
| 拉脱维亚（拉脱维亚四十强榜）                 | 3        |
| 黎巴嫩（黎巴嫩官方二十强榜）                 | 6        |
| 马来西亚（馬來西亞唱片業協會）               | 2        |
| 墨西哥（《公告牌》墨西哥電台榜）             | 9        |
| 荷兰（荷蘭四十強單曲榜）                     | 4        |
| 荷兰（百强单曲榜）                           | 4        |
| 新西兰（新西兰唱片音乐协会单曲榜）           | 5        |
| 挪威（世道單曲榜）                           | 3        |
| 菲律宾（菲律宾百强榜）                       | 36       |
| 葡萄牙（葡萄牙唱片業協會单曲榜）             | 4        |
| 俄罗斯（Tophit电台榜）                       | 36       |
| 蘇格蘭（官方榜单公司單曲榜）                 | 6        |
| 斯洛伐克（電台百強單曲榜）                   | 35       |
| 斯洛伐克（百強數位單曲榜）                   | 4        |
| 斯洛文尼亚（SloTop50）                       | 8        |
| 西班牙（西班牙音樂製作協會）                 | 13       |
| 瑞典（瑞典最熱榜）                           | 2        |
| 瑞士（瑞士热门音乐榜）                       | 8        |
| 英國（官方榜单公司單曲榜）                   | 5        |
| 美国（《告示牌》百大單曲榜）                 | 6        |
| 美國（《告示牌》Adult Pop Airplay）          | 16       |
| 美國（《告示牌》Dance Club Songs）           | 11       |
| 美國（《告示牌》Hot Dance/Electronic Songs） | 1        |
| 美國（《告示牌》Pop Airplay）                | 3        |
| 美國（《告示牌》Rhythmic Songs）             | 15       |

| 榜单（2017年）                       | 排名 |
| ------------------------------------ | ---- |
| 澳大利亚（澳大利亚唱片业协会单曲榜） | 31   |
| 澳大利亚（澳大利亚唱片业协会舞曲榜） | 6    |
| 奥地利（Ö3四十强单曲榜）             | 32   |
| 比利时佛兰德（Ultratop五十强单曲榜） | 54   |
| 加拿大（加拿大百强单曲榜）           | 26   |
| 丹麦（Tracklisten）                  | 27   |
| 法国（法国唱片出版业公会单曲榜）     | 143  |
| 德国（德国官方榜单）                 | 38   |
| 匈牙利（四十强流媒体榜）             | 26   |
| 意大利（意大利音乐产业联盟）         | 33   |
| 荷兰（荷兰四十强单曲榜）             | 35   |
| 荷兰（百强单曲榜）                   | 36   |
| 瑞典（瑞典最热榜）                   | 30   |
| 瑞士（瑞士热门音乐榜）               | 45   |
| 英国（官方榜单公司单曲榜）           | 32   |
| 美国（《告示牌》百强单曲榜）         | 42   |
| 美国（《告示牌》舞曲/电音歌曲榜）    | 7    |
| 美国（《告示牌》主流四十强单曲榜）   | 20   |

## 认证
| 地區                                                       | 认证    | 认证单位/销量 |
| ---------------------------------------------------------- | ------- | ------------- |
| 澳大利亚（澳大利亚唱片业协会）                             | 4× 白金 | 280,000‡      |
| 奥地利（國際唱片業協會奧地利分會）                         | 金      | 15,000‡       |
| 比利时（比利時唱片音樂協會）                               | 白金    | 30,000‡       |
| 加拿大（加拿大音乐协会）                                   | 4× 白金 | 320,000‡      |
| 丹麦（國際唱片業協會丹麥分會）                             | 白金    | 60,000‡       |
| 法国（法國唱片出版業公會）                                 | 白金    | 150,000‡      |
| 德国（聯邦音樂產業協會）                                   | 白金    | 400,000‡      |
| 意大利（意大利音乐产业联盟）                               | 3× 白金 | 150,000‡      |
| 新西兰（新西兰唱片音乐协会）                               | 金      | 15,000‡       |
| 荷兰（荷蘭音像製品製作與進口協會）                         | 金      | 20,000‡       |
| 挪威（國際唱片業協會挪威分会）                             | 2× 白金 | 120,000‡      |
| 西班牙（西班牙音樂製作協會）                               | 白金    | 40,000‡       |
| 瑞典（瑞典唱片業協會）                                     | 5× 白金 | 40,000,000†   |
| 瑞士（國際唱片業協會瑞士分会）                             | 金      | 10,000‡       |
| 英国（英国唱片业协会）                                     | 白金    | 600,000‡      |
| 美国（美國唱片業協會）                                     | 3× 白金 | 3,000,000     |
| *僅含認證的實際銷量 ^僅含認證的出貨量 ‡僅含認證的+實際銷量 |         |               |

## 发行历史
| 地区   | 日期       | 格式         | 版本   | 唱片公司                         | 参考    |
| ------ | ---------- | ------------ | ------ | -------------------------------- | ------- |
| 全球   | 2017-01-13 | 数字音乐下载 | 原版   | Disruptor  哥伦比亚 | [ 3 ]   |
| 英国   | 2017-01-13 | 当代流行电台 | 原版   | Disruptor  哥伦比亚 | [ 102 ] |
| 美国   | 2017-01-16 | 成人当代音乐 | 原版   | Disruptor  哥伦比亚 | [ 103 ] |
| 美国   | 2017-01-17 | 当代流行电台 | 原版   | Disruptor  哥伦比亚 | [ 5 ]   |
| 美国   | 2017-01-17 | 当代流行电台 | 原版   | Disruptor  哥伦比亚 | [ 104 ] |
| 意大利 | 2017-01-27 | 当代流行电台 | 原版   | 索尼音乐娱乐                     | [ 105 ] |
| 美国   | 2017-01-13 | 数字音乐下载 | 混音EP | Disruptor 哥伦比亚               | [ 20 ]  |